# Bernd Dürnberger
Bernd Dürnberger, né le 17 septembre 1953 à Kirchanschöring, est un footballeur allemand.

## Biographie
Milieu défensif, il joue pour le Bayern Munich entre 1972 et 1985.
Il fait partie de l'équipe qui remporte trois Coupes d'Europe des clubs champions consécutives : en 1974 contre l'Atlético Madrid, en 1975 contre Leeds United, et enfin en 1976 contre l'AS Saint-Étienne. Il est l'auteur d'un doublé face à l'équipe portugaise du Benfica Lisbonne en mars 1976.
En Bundesliga, il dispute 375 matchs, marquant un total de 37 buts. Il inscrit un doublé contre le club de l'Eintracht Francfort en septembre 1973.

## Palmarès
- Champion d'Allemagne en 1973, 1974, 1980, 1981 et 1985
- Vainqueur de la Coupe d'Europe des clubs champions en 1974, 1975 et 1976
- Finaliste de la Coupe d'Europe des clubs champions en 1982
- Vainqueur de la Coupe intercontinentale en 1976
- Finaliste de la Supercoupe de l'UEFA en 1975 et 1976
- Vainqueur de la Coupe d'Allemagne en 1982 et 1984